# Turó del Pigròs
El Turó del Pigròs és una muntanya de 707,8 metres d'altitud del terme municipal de Sant Feliu de Codines, a la comarca del Vallès Oriental.
Està situat al nord-est del terme municipal, prop del límit amb Sant Quirze Safaja. Està situat a l'esquerra del torrent de la Font de la Serp, al sud-oest del Bosc de Fornots i al nord del punt quilomètric 1 de la carretera C-1413b.